# Skvitsj Minsk
FK Skvitsj Minsk (Wit-Russisch: ФК Сквіч Менск) (Lakamatyu Minsk) is een Wit-Russische voetbalclub uit de hoofdstad Minsk.
Als FK Skvitsj Minsk werd de club in 2000 opgericht. In 2001 nam de club de naam Lokomotiv Minsk. De club promoveerde in 2002 naar de Opperste Liga, hoogste klasse, maar degradeerde onmiddellijk terug naar de tweede divisie. Daar dwong de club dan weer promotie af, na twee seizoenen degradeerde Lokomotiv opnieuw. In 2008 trad de club opnieuw in de hoogste klasse aan, weer voor één seizoen. In 2009 werd de oude naam weer aangenomen.

## Erelijst
Beker van Wit-Rusland: finalist in 2003